# Groupe de NGC 2545
Le groupe de NGC 2545 comprend au moins cinq galaxies situées dans la constellation du Cancer. La distance moyenne entre ce groupe et la Voie lactée est d'environ 55,0 Mpc (∼179 millions d'al). 

## Membres
Le tableau ci-dessous liste les cinq galaxies du groupe indiquées dans l'article de A.M. Garcia paru en 1993. 
| Nom         | Class.     | Type           | α (J2000.0)   | δ (J2000.0) | Vitesse radiale (km/s) | m            | Distance (Mpc) | Diamètre (kal) |
| ----------- | ---------- | -------------- | ------------- | ----------- | ---------------------- | ------------ | -------------- | -------------- |
| NGC 2545    | (R)SB(r)ab | Spirale barrée | 08h 14m 14.1s | 21° 21′ 20″ | 3385 ± 3               | 12,4         | 53,3 ± 3,7     | 116            |
| NGC 2565    | (R')SBbc?  | Spirale barrée | 08h 19m 48.3s | 22° 01′ 53″ | 3582 ± 1               | 12,6         | 56,3 ± 4,0     | 97             |
| UGC 4308    | SB(rs)c    | Spirale barrée | 08h 17m 25.8s | 21° 41′ 08″ | 3566 ± 1               | 11,39 ± 0,08 | 56,0 ± 3,9     | 112            |
| CGCG 119-44 | S0/a       | Lenticulaire   | 08h 18m 50.2s | 22° 06′ 55″ | 3494 ± 1               | 13,79 ± 0,06 | 55,0 ± 3,9     | 36             |
| CGCG 119-56 | S          | Spirale        | 08h 19m 41.2s | 22° 02′ 31″ | 3458 ± 1               | 14,595       | 54,4 ± 3,8     | 33             |

Le site DeepskyLog permet de trouver aisément les constellations des galaxies mentionnées dans ce tableau ou si elles ne s'y trouvent pas, l'outil du site constellation permet de le faire à l'aide des coordonnées de la galaxie. Sauf indication contraire, les données proviennent du site NASA/IPAC.